# Wolfgang Sawallisch

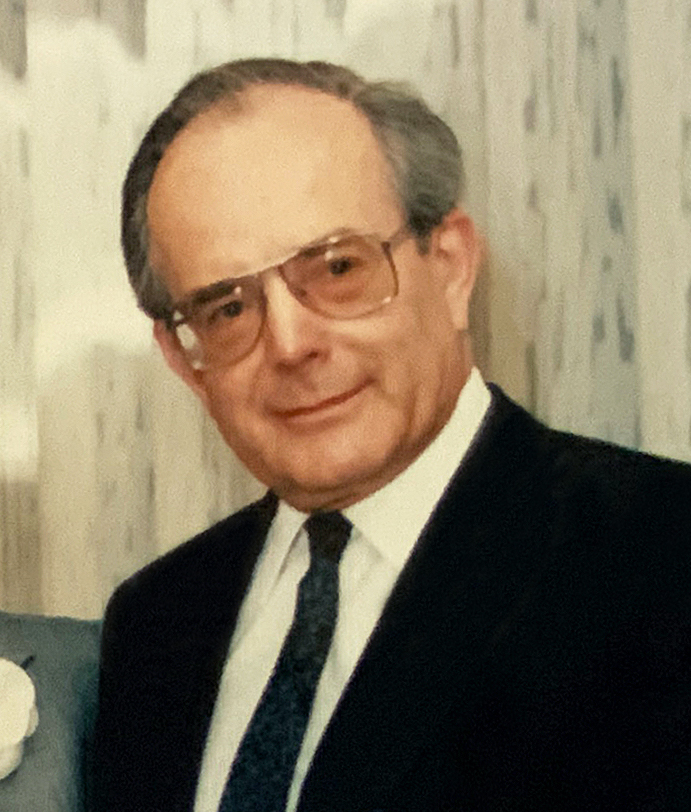
Wolfgang Sawallisch (1988)

Wolfgang Sawallisch (Monaco di Baviera, 26 agosto 1923 – Grassau, 22 febbraio 2013) è stato un direttore d'orchestra e pianista tedesco.

## Biografia
Durante la seconda guerra mondiale Sawallisch prestò servizio nella Wehrmacht in Italia e Francia e dopo la fine della detenzione come prigioniero di guerra in un campo inglese perfezionò gli studi musicali alla Hochschule für Musik und Theater München diplomandosi nel 1946. Sawallisch iniziò la sua carriera di direttore d'orchestra al teatro dell'opera di Augusta nel 1947 e nel 1949 vinse, insieme a Gerhard Seitz, il 2º premio al Concorso internazionale di Ginevra nella categoria Duo Violino e Pianoforte. Nel 1952-1953 è stato l'assistente di Igor Markevitch al Mozarteum di Salisburgo.
Nel 1953 diresse la Filarmonica di Berlino, divenendo così uno dei direttori più giovani che abbiano diretto questa orchestra. Lo stesso accadde al Festspielhaus di Bayreuth, quando diresse Tristano e Isotta nel 1957. Sempre al Bayreuther Festspiele diresse anche Der fliegende Holländer nel 1959, Tannhäuser nel 1961 e Lohengrin nel 1962. Dal 1960 al 1970 è stato direttore principale dei Wiener Symphoniker, e dal 1971 al 1992 direttore musicale dell'Opera di Stato della Baviera (Bayerische Staatsoper). Nel 1968 dirige Idomeneo, Re di Creta di Mozart con Leyla Gencer. Dal 1970 al 1980 diresse l'Orchestre de la Suisse Romande.

Dal 1993 al 2003 è stato direttore musicale della Philadelphia Orchestra (succedendo a Riccardo Muti che ne era stato direttore dal 1980 al 1992) e per un periodo ne è stato direttore onorario, così come della NHK Symphony Orchestra di Tokyo. Dopo il suo lungo periodo di direttore musicale della Philadelphia Orchestra, Sawallisch è ritornato nella veste di direttore ospite sia a Filadelfia sia alla Carnegie Hall. A seguito di seri problemi di salute, negli ultimi anni, è stato costretto a sospendere la sua attività. In un articolo del The Philadelphia Inquirer del 27 agosto 2006, Sawallisch dichiarò in una intervista che si ritirava dall'attività direttoriale:
(Wolfgang Sawallisch)
Sono da considerare di assoluto riferimento le sue interpretazioni delle opere di Richard Wagner, e di Richard Strauss (è sua una delle registrazioni più acclamate della Donna senz'ombra). Eccellenti anche le sue letture di Beethoven, Mozart, Bruckner e soprattutto Schubert. Sawallisch ha incarnato, assieme a Karl Böhm, il miglior esempio di kapellmeister. Sua moglie Mechthild, dalla quale ebbe un figlio di nome Jorg, è morta nel 1998. Sawallisch è membro onorario della The Robert Schumann Society. Nel 2003 Sawallisch ha contribuito all'apertura di una scuola di musica a Grassau in Germania scuola che ha assunto il nome di Wolfgang Sawallisch Stiftung.

## CD parziale
- Bartók: Bluebeard's Castle - Bayerisches Staatsopernorchester/Dietrich Fischer-Dieskau/Wolfgang Sawallisch, 2007 Deutsche Grammophon
- Beethoven: Symphonies 1, 2, 3 'Eroica' & 8 - Wolfgang Sawallisch, 1999 EMI/Warner
- Brahms: Liebeslieder-Walzer Opp. 52 & 65 - 3 Quartette, Op. 64 - Edith Mathis/Brigitte Fassbaender/Peter Schreier/Dietrich Fischer-Dieskau/Karl Engel/Wolfgang Sawallisch, 2010 Deutsche Grammophon
- Brahms: Symphony No. 1 - Wolfgang Sawallisch/London Philharmonic Orchestra, 1997 EMI/Warner
- Brahms: Symphony No. 2 & 3 - Wolfgang Sawallisch/London Philharmonic Orchestra, 2003 Warner
- Brahms: The Symphonies - Wiener Symphoniker/Wolfgang Sawallisch, 1993 Philips
- Brahms: Piano Concertos 1 & 2 and 7 Songs - Stephen Kovacevich/Wolfgang Sawallisch, 2002 EMI/Warner
- Brahms/Mozart: Violin Concertos - Berliner Philharmoniker/Frank Peter Zimmermann/Wolfgang Sawallisch, 1995 EMI/Warner
- Dvorák: Concerto pour violoncelle - Wolfgang Sawallisch/Natalia Gutman/Philadelphia Orchestra, 1997 EMI/Warner
- Haydn: Symphonies Nos. 94, 100 & 101 - Wiener Symphoniker/Wolfgang Sawallisch, 1989 Philips
- Hindemith - Orchestral Works - Philadelphia Orchestra/Wolfgang Sawallisch, 1995 EMI/Warner
- Mendelssohn: Elijah - Gewandhausorchester Leipzig/Peter Schreier/Rundfunkchor Leipzig/Wolfgang Sawallisch, 1968 Philips
- Mozart: Piano Concertos Nos. 21 & 22 - Annie Fischer/Philharmonia Orchestra/Wolfgang Sawallisch, 1959 EMI
- Mozart: The Magic Flute - Wolfgang Sawallisch/Anneliese Rothenberger/Edda Moser, 1973 EMI
- Orff: Der Mond - Die Kluge - Wolfgang Sawallisch/Elisabeth Schwarzkopf, 1998 EMI/Warner
- Orff: Carmina Burana - Agnes Giebel/Children's Choir/Chor Des Westdeutschen Rundfunks/Fritz Ganss/Kölner Rundfunk-Sinfonie-Orchester/Paul Kuen/Wolfgang Sawallisch, 1992 EMI/Warner
- Paganini: Violin Concerto No. 1 - Saint-Saëns: Havanaise - Sarah Chang/The Philadelphia Orchestra/Wolfgang Sawallisch, 1994 Angel/EMI
- Rossini: Mosè - Wolfgang Sawallisch/Nicolai Ghiaurov/Shirley Verrett/Mario Petri, 2001 Opera d'Oro
- Schubert: Die Winterreise - Thomas Hampson/Wolfgang Sawallisch, 1997 EMI/Warner
- Schubert: Deutsche Messe, D.872 - Wolfgang Sawallisch, 1986 EMI
- Schubert: The Great Masses - Helen Donath/Ingeborg Springer/Peter Schreier/Rundfunkchor Leipzig/Staatskapelle Dresden/Theo Adam/Wolfgang Sawallisch, 1972 Philips
- Schubert: Das geistliche & weltliche Chorwerk · Sacred & Secular Choral Works - Wolfgang Sawallisch, 2011 EMI/Warner
- Schubert: 3 Masses - Tantum Ergo - Offertorium - Wolfgang Sawallisch, 1999 EMI/Warner
- Schubert: Die Zwillingsbrüder - Wolfgang Sawallisch/Helen Donath/Dietrich Fischer-Dieskau/Nicolai Gedda/Kurt Moll, 2012 EMI
- Schumann: The Four Symphonies - Wolfgang Sawallisch/Staatskapelle Dresden, 2013 Warner
- Smetana: Má Vlast - Mein Vaterland - Wolfgang Sawallisch/Orchestre de la Suisse Romande, 1986 RCA
- Strauss: Die Frau ohne Schatten - Wolfgang Sawallisch/Cheryl Studer, 1988 EMI/Warner
- Strauss: Elektra - Cheryl Studer/Éva Marton/Marjana Lipovsek/Wolfgang Sawallisch, 1990 EMI
- Strauss: Capriccio - Wolfgang Sawallisch/Anna Moffo/Christa Ludwig/Elisabeth Schwarzkopf/Dietrich Fischer-Dieskau/Eberhard Wächter/Nicolai Gedda, 1959 EMI/Warner
- Richard Strauss: Lieder - Helene Steffan/Dame Margaret Price/Wolfgang Sawallisch, 1998 EMI/Warner
- Strauss: Violin Concerto - Sonata - Sarah Chang/Symphonieorchester des Bayerischen Rundfunks/Wolfgang Sawallisch, 2000 Angel/EMI
- Strauss: Sinfonia Domestica & Till Eulenspiegels Lustige Streiche - Wolfgang Sawallisch/Philadelphia Orchestra, 2003 EMI/Warner
- Wagner: Tannhauser - Wolfgang Sawallisch/Wolfgang Windgassen/Victoria de los Ángeles/Dietrich Fischer-Dieskau, 1998 Opera d'Oro
- Wagner: Tannhäuser - Anja Silja/Bayreuth Festival Chorus & Orchestra/Eberhard Wächter/Grace Bumbry/Wolfgang Sawallisch/Wolfgang Windgassen, 1962 Philips
- Wagner, Lohengrin - Sawallisch/Crass/Thomas/Silja, 1962 Decca
- Wagner: Die Meistersinger - Bayerisches Staatsorchester/Ben Heppner/Cheryl Studer/Chor der Bayerischen Staatsoper München/Cornelia Kallisch/Deon Van der Walt/Michael Schade/Roland Wagenführer/Ulrich Ress/Wilhelm Meister/Wolfgang Sawallisch, 1994 EMI/Warner
- Wagner: Overtures - Marches - Symphony in E - Siegfried Idyll - Wolfgang Sawallisch, 2008 EMI
- Weber: Overtures - Philharmonia Orchestra/Wolfgang Sawallisch, 1959 EMI/Warner
- Sawallisch, L'arte di Wolfgang Sawallisch - Gewandhaus Orch. Leipizig/New PhiO/ Wiener PO/Staatskapelle Dresden, 1961/1971 Decca

## DVD & BLU-RAY parziale
- Mozart, Flauto magico - Sawallisch/Araiza/Popp/Moll, regia August Everding - 1983 Deutsche Grammophon
- Wagner, Olandese volante - Sawallisch/McIntyre/Ligendza, regia Vaclav Kaslik - 1974 Deutsche Grammophon